# Lucilia adisoemartoi
Lucilia adisoemartoi este o specie de muște din genul Lucilia, familia Calliphoridae, descrisă de Hiromu Kurahashi în anul 1988. Conform Catalogue of Life specia Lucilia adisoemartoi nu are subspecii cunoscute.